# Epidapus pellitus
Epidapus pellitus är en tvåvingeart som beskrevs av Werner Mohrig 1996. Epidapus pellitus ingår i släktet Epidapus och familjen sorgmyggor. Inga underarter finns listade i Catalogue of Life.